# رياح حنا أبو العسل
رياح حنا أبو العسل (موليد 6 نوفمبر 1937 في الناصرة) هو أسقف الكنيسة الأنجليكانية وهو عربي إسرائيلي من أصل فلسطيني، كان أسقف الأنجليكانية في القدس خلال 1998-2007.

## تاريخ
تخرج رياح أبو العسل من المدرسة المعمدانية في الناصرة. كان عضوًا في حزب العمال التقدمي، وقائمة التقدمي من أجل السلام - وهو حزب سياسي يهودي عربي مشترك، في حين أن القائمة عملت فقط لمدة ثماني سنوات (1984-1992) إلا أنها قد كسرت العديد من المحرمات المقدسة سابقاً وأثرت عميقاً لاحقة السياسة الإسرائيلية. خلال الفترة التي قضاها في الناصرة كان أسقف في كنيسة المسيح، في الناصرة.
في 31 مايو 2023، سلمه الرئيس الفلسطيني محمود عباس وسام القدس من درجة نجمة القدس ابتداءً من 5 يناير 2023.